# UCARY & THE VALENTINE
UCARY & THE VALENTINE（ユカリ・アンド・ザ・ヴァレンタイン、1992年9月16日 - ）は日本のシンガーソングライター。

## 略歴
17歳で始めたバンド"THE DIM"で作詞作曲・ボーカルを担当。
2011年に活動を東京に移し、ソロ名義“UCARY & THE VALENTINE”を始動。
翌年、ミニアルバム「Teenage Jesus」を発表し、2015年に発売したEP『NEW DANCE』は約1000枚を即完させる。
2016年、自主レーベル『ANARCHY TECHNO』を立ち上げ、
2017年、自主制作フルアルバム『Human Potential』を発表。
現在はソロプロジェクトでの音楽制作だけでなく、くるり、銀杏BOYZ、the HIATUS、木村カエラ、などさまざまなアーティストのゲストボーカルやバックコーラス、アレンジャーとしても活躍。
また、国内外のCM楽曲提供、雑誌やWebでのモデル活動、
ANARCHY TECHNOのグッズデザイン、他アーティストのアートワークなど多方面で活動中。

## 作品
- TEENAGE JESUS （2012年6月6日）

- NEW DANCE （2015年3月8日） - ライブ会場のみでの販売
- Human Potential (2018年6月27日)

## 出演
- 木村カエラ｢OLE!OH!」 - ミュージックビデオ

## 関連バンド
- OKAMOTO'S
- 黒猫チェルシー
- ART-SCHOOL
- detroit7